# Saint-Roch-sur-Égrenne
Saint-Roch-sur-Égrenne település Franciaországban, Orne megyében. Lakosainak száma 150 fő (2022. január 1.). Saint-Roch-sur-Égrenne Saint-Georges-de-Rouelley, Saint-Mars-d’Égrenne és Domfront en Poiraie községekkel határos.

## Népesség
A település népessége az elmúlt években az alábbi módon változott:
| Lakosok száma | 195  | 184  | 179  | 178  | 177  | 175  | 166  | 158  | 150  |
|               | 2013 | 2015 | 2016 | 2017 | 2018 | 2019 | 2020 | 2021 | 2022 |